# Komet kvazi-Hildine obitelji
Komet kvazi-Hildine obitelji (eng. quasi-Hilda comet, QHC) je komet Jupiterove obitelji koji snažno međudjeluje s Jupiterom koji ga ekstenzivno i privremeno "zarobi". Ovi kometi su u svezi s obitelji asteroida Hilde, gdje su unutar tog pojasa zbog orbitalne rezonancije 3:2 s Jupiterom. Svojstveno je da asteroidi u ovoj zoni imaju veliku poluos između 3,70 i 4,20 astronomskih jedinica, ekscentričnost orbite manju od 0,30 i inklinaciju ne veću od 20°. Kometi mogu biti privremeno perturbirani u ovu skupini i potom perturbirani natrag. Osam posto kometa koji napuste rezonanciju 3:2 završe udarom na Jupiter.